# Villamar
Villamar (Mara Arbarei in sardo) è un comune italiano di 2 402 abitanti della provincia del Medio Campidano, nella subregione storica della Marmilla.

## Storia
L'area fu abitata già nell'età del bronzo, durante l'epoca nuragica, per la presenza sul territorio di alcuni nuraghi. Fu anche un centro romano, testimoniato da alcune tracce archeologiche nelle campagne.
In passato si chiamò Mara Arbarei che significa "Palude (mara) del giudicato di Arborea", o anche Mara Barbaraghesa, col termine "Barbaraghesa" gli antichi romani indicavano che dall'antico pagus (villaggio) dal quale  deriva il paese di Villamar inizia la salita verso le Barbagie del centro Sardegna.
Il paese attuale si sviluppò sotto gli aragonesi (prima metà del XV secolo); nel 1409 fu concesso in feudo dal re d'Aragona Martino I a Gerardo Dedoni, come premio per alcuni servigi resi al regno aragonese. 
Nel 1643 il feudo diventò contea, la cui signoria passò agli Aymerich.
Il paese fu riscattato all'ultimo feudatario, don Ignazio Aymerich marchese di Laconi e conte di Villamar, nel 1839 con l'abolizione del sistema feudale, per cui diventò un comune amministrato da un sindaco e da un consiglio comunale.

### Simboli
Lo stemma e il gonfalone del comune di Villamar sono stati concessi con decreto del presidente della Repubblica del Villamar 21 dicembre 1989.
Il gonfalone è un drappo partito di bianco e di verde.

## Società

### Evoluzione demografica
Abitanti censiti

### Lingue e dialetti
La variante del sardo parlata a Villamar è il campidanese occidentale.

### Tradizioni e folclore

#### Murales
I muri delle case del paese sono arricchiti dai murales.